# (458) Hercynia

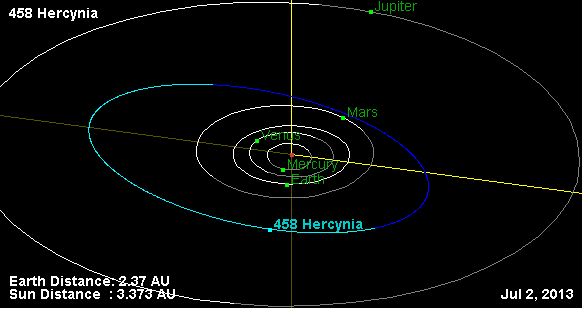
Òrbita de l'asteroide (458) Hercynia.

Hercynia és el nom que rep l'Asteroide número 458 del cinturó d'asteroides. Fou descobert pels astrònoms Max Wolf i Friedrich Karl Arnold Schwassmann el 21 de setembre del 1900 des de l'Observatori de Heidelberg-Königstuhl, a Heidelberg (Alemanya).
El seu nom provisional era 1900 FK.